# Q4OS
Q4OS（キューフォーオーエス）は、ドイツのQ4OSチームが開発した、Windows XPに似たDebian GNU/Linux（Arm版はRaspberry Pi OS）を母体としたUnix（Linux）系統のオペレーティングシステム（OS）の1つである。
デスクトップ環境には64ビット版にはデスクトップ環境はKDE PlasmaとKwinで、32ビット版とArm版とPinebook版にはTDE（Trinity）（KDEの軽量版）とTwinが採用されている。

## 導入方法
Q4OSイメージデータはQ4OSのダウンロードページから自分に合ったアーキテクチャを見つけそれをクリックすると寄付はしますか？（英語: Please Donate）と出る。
募金をするならUSDで何$寄付するか指定しDonateを押す。しないならNot now, take me to the download >を押しSourceForge.netに飛んでアクセスした5秒後ダウンロードが始まる。

### 最小要件[2]
Plasma デスクトップ
- 1GHz以上のプロセッサ
- 1GB以上のメモリ
- 5GB以上のストレージ

Trinity デスクトップ
- 350MHz以上のプロセッサ
- 256MB以上のメモリ
- 3GB以上のストレージ

## 既定のパッケージ、ソフトウェア
Q4OSのデフォルトでインストールされているソフトウェアは、選択するデスクトップ環境やインストール時のオプションによって異なる。

### デフォルトでインストールされているソフト
- ブラウザ: Konqueror
- グラフィック: KolourPaint
- ミュージック: Amarok
- 設定ツール: コントロールセンター など

他にもTrinityで依存関係のソフトウェアも既定でインストールされている。
最初に出る"Q4OS Welcome Screen"にあるInstall ApplicationsをクリックするとQ4OS推奨ソフトウェアが表示される。例は
- Chromium
- Google Chrome（Arm版と32ビット版は除く）
- Synaptic

などがある。
また、Q4OSのインストール画面では、「Basic」と「Desktop」などのソフトウェアパッケージを選択する画面が表示されることがある。「Desktop」を選択すると、より多くのアプリケーションがデフォルトでインストールされる。